# Émirat de Shabiya
1535–1560
Entités précédentes :
- État des Hafsides

Entités suivantes :
- Empire ottoman

L'Émirat de Shabiya, ou État de Shabian, est un émirat arabo-islamique fondé en l'an 1535 par Abu Makhlouf al-Shabi en Afrique du Nord, puis par Arafa al-Shabi après la fin de l'État des Hafsides sous le règne de Hassan al-Hafsi. La ville islamique Ifriqiya était basée à Kairouan et dans les environs, et servait de siège et capitale.
L'Émirat de Shabiya a atteint l'apogée de sa force et de sa prospérité sous le règne du prince Arafa bin Ahmed al-Shabi, et était représenté son expansion s'est faite vers les régions voisines de l'Afrique du Sud, de l'est et de l'ouest. L'émirat entretenait d'excellentes relations avec les pays environnants et il n'y avait pas de friction directe entre les princes de l'émirat et d'autres pays. Plusieurs guerres ont éclatées entre l'émirat, le royaume d'Espagne, l'Empire ottoman, et aussi entre les derniers princes de l'État des Hafsides.

## Histoire
Après la chute du royaume de Grenade et la décimation de l'État des Hafsides, le leader Arafa Chebbi sortit et se rendit dans les tribus arabes et les appela à former une armée pour renverser l'État des Hafsides et préserver le pays. Après la création de l'émirat, Arafa, le premier prince, prit les rênes du gouvernement, rassembla ses tribus et forma une armée dont l'influence s'étendit à de nombreuses régions environnantes, ce qui poussa Abu Abdullah Al-Hassan Al-Hafsi à écrire et à demander l'aide de le roi d'Espagne, Charles Quint. Ce dernier a envoyé l'armée espagnole pour restaurer l'État des Hafsides après la formation de l'émirat de Shabiya et la chute de la sagesse, mais ils ont été vaincus. Al-Hassan revint et rassembla les Arabes et se rendit à Kairouan pour renverser l'émirat à ses débuts et le saisir aux Shabians.
L'émirat formait une forte armée de tribus arabes, au nombre de 100 000. L'émirat était stable pendant plusieurs années à cette période jusqu'à ce que le prince Hafsi revienne avec une armée d'Arabes et d'Espagnols pour tenter d'occuper la capitale de l'Émirat de Shabiya, qui se solda par une perte. Il se rendit en Europe pour y rencontrer le roi d'Espagne Charles Quint, Charles V et lui demander de l'aide après avoir perdu contre l'émirat de Shabian,,,.
Les Hafsides et les Espagnols ont rassemblé une armée d'Arabes, avec une légion espagnole dirigée par Alfre Sandy, qui se composait de 120 000 soldats, tandis que l'armée adverse, dirigée par le commandant Ahmed bin Arafa, était de 22 000.

## Limites

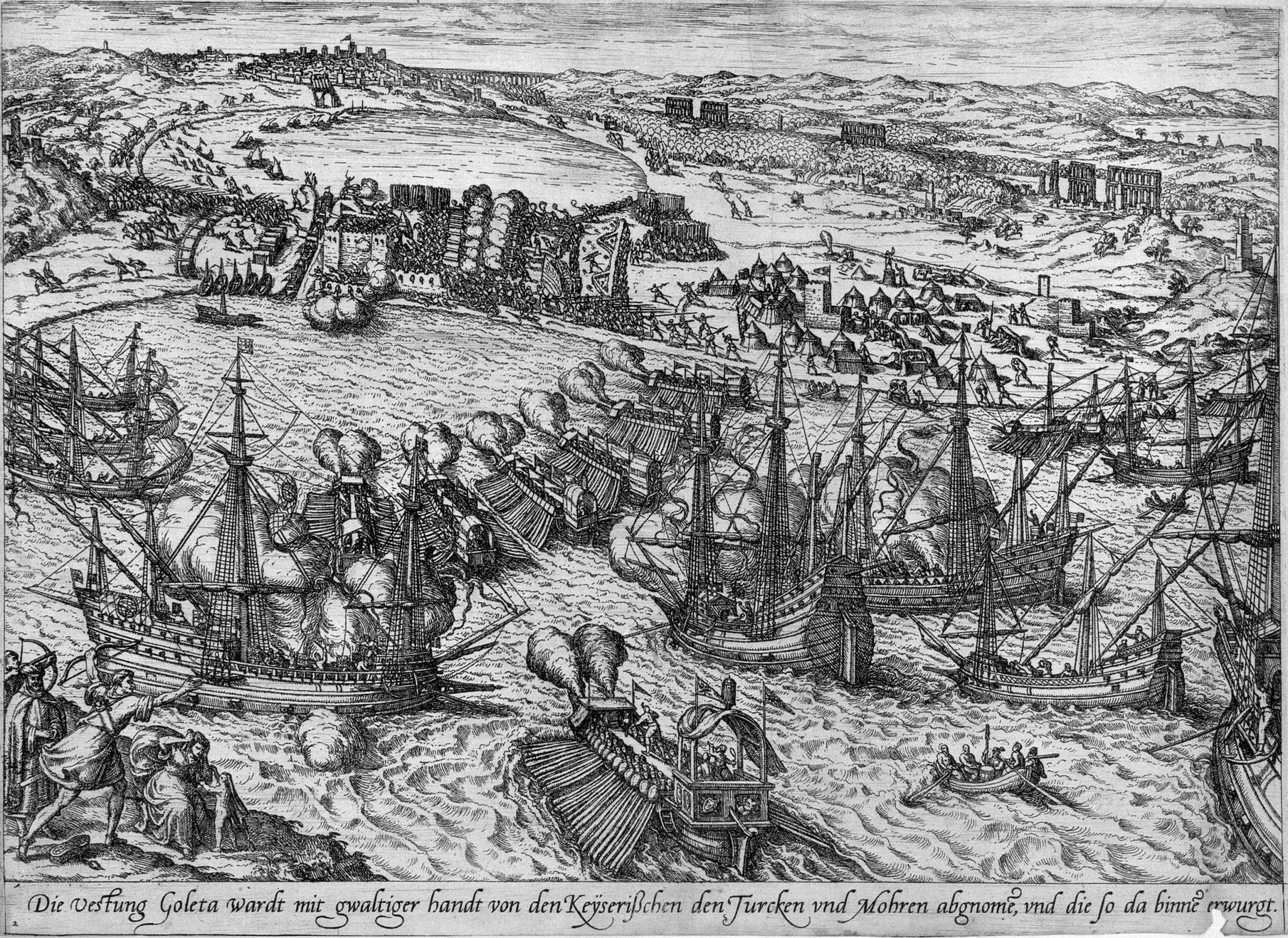
Prise de la Goulette par les Espagnols.

Ses frontières s'étendaient à l'ensemble de la Tunisie, jusqu'à Constantine et les monts Aurès à l'ouest, Tripoli à l'est, jusqu'au désert au sud, et jusqu'à Malte au nord.

## Liste des princes

### Arafa Al-Shabi
Il est le plus célèbre de ses princes, et l'émirat était sous sa garde à l'apogée de sa puissance, de son expansion et de son apogée. Il a repris son règne en 1535 après J-C., et son règne s'est terminé à sa mort. Il en a été le fondateur. de son armée.

### Muhammad bin Abi al-Tayyib al-Shabi
Après la mort du prince Arafa, Muhammad Al-Shabi a repris l'émirat et l'un de ses objectifs était de s'étendre au reste des régions pour garantir le pouvoir de l'émirat. Mais il n'y est pas parvenu.
Après la tentative du prince Muhammad bin Abi al-Tayyib al-Shabi d'étendre l'émirat en 1557 après J-C., il contacta les habitants de Tripoli aux côtés de Darghouth Pacha. Il leur envoya une armée pour combattre l'expansion de Shabian qui menaçait les vassaux ottomans dans cette région, et une bataille eut lieu entre l'armée de l'émirat de Shabian et l'Empire ottoman, qui se termina par la chute de l'État de Shabian et le meurtre de son dernier avis[Quoi ?]. Il se dirigea à Muhammad Ibn Arafa, au sud-ouest de l'émirat, et y établit une entité simple. Il est allé à Biskra pour la renverser, puis s'est emparé de Tozeur. L'émirat de Shabian a finalement pris fin avec la mort de Muhammad al-Zafzaf dans la ville d'al-Meknassi en 1577.